# Podenii Noi
Podenii Noi é uma comuna romena localizada no distrito de Prahova, na região de Muntênia. A comuna possui uma área de 37.57 km² e sua população era de 4715 habitantes segundo o censo de 2007.